# Juan Carlos Valderrama Zurián
Juan Carlos Valderrama Zuirán és un metge i polític valencià, conseller d'Emergències i Interior de la Generalitat Valenciana des de novembre de 2024, al Consell presidit per Carlos Mazón.
Doctor en Medicina i Cirurgia i catedràtic de la Universitat de València en el departament d’Història de la Ciència i Documentació. S'inicia en la gestió política el 2009 de la mà de l'aleshores conseller de Governació Serafín Castellano com a subdirector general i cap de l'àrea de seguretat i formació del departament. Valderrama també formà part de l'equip de Castellano a la Delegació del Govern d'Espanya al País Valencià com a subdelegat a la província de València entre 2014 i 2017.
Assumeix la conselleria d'Emergències i Interior després de la destitució de l'anterior responsable Salomé Pradas que va estar al front de l'emergència provocada per la Gota freda de la tardor de 2024 amb un resultat de més de 200 víctimes mortals.